# بيلييلا مائية
بيلييلا مائية (بالإنجليزية: Belliella aquatica)‏ هي نوع بكتيريا سلبية الغرام غيرية التغذية هوائية غير بوغية من جنس بيلييلا، تم عزلها من البحيرة المالحة تيوسو بحوض تشايدام بالصين.